# Cyrtandra angustivenosa
Cyrtandra angustivenosa är en tvåhjärtbladig växtart som beskrevs av Karl Rechinger. Cyrtandra angustivenosa ingår i släktet Cyrtandra och familjen Gesneriaceae. Inga underarter finns listade i Catalogue of Life.